# OKsystem
OKsystem je česká softwarová společnost, tvůrce, dodavatel a systémový integrátor rozsáhlých informačních systémů ve veřejné správě i podnikové sféře. V té jde především o HR řešení pro mzdy, personalistiku a docházku OKbase, řešení pro bezpečnou komunikaci BabelApp a aplikaci pro monitoring průmyslových robotů v reálném čase Checkbot. Společnost je poskytovatelem outsourcingu správy informačních systémů, zpracování mezd a pod hlavičkou OKškolení provozuje jedno z největších školicích center pro IT profesionály a vývojáře v České republice.
Mezi klíčové projekty společnosti dodávané pro veřejnou správu patří zejména informační systémy pro podporu agend Ministerstva práce a sociálních věcí (MPSV), Úřadu práce a České správy sociálního zabezpečení (ČSSZ) (oblast nepojistných dávek, zaměstnanosti, řešení pro samoobslužný přístup klientů MPSV a Úřadu práce, podpůrné systémy, statická agenda výběru pojistného OSVČ), dodávka, rozvoj a podpora integračních platforem (enterprise service bus) pro ČSSZ a Ministerstvo zemědělství.
V roce 2022 společnost dosáhla obratu 780 mil Kč při počtu přes 400 zaměstnanců. Vedle sídla na pražské Pankráci má pobočky v Brně a Ostravě a zahraniční zastoupení v USA (New York) a Malajsii (Kuala Lumpur).

## Historie
Softwarová společnost OKsystem zahájila svou činnost ve čtyřech lidech v pronajatých prostorách v pražských Holešovicích v listopadu 1990. Po celou dobu své existence si zachovala název, pouze se v roce 2005 rozdělila na nový OKsystem a firmu OKBC vlastnící sídlo firmy, a v roce 2015 změnila právní formu ze společnosti s ručením omezeným na akciovou společnost. Beze změny zůstává i hlavní zaměření na vývoj programového vybavení a poskytování souvisejících služeb.
Firma se z pronajatých prostor v roce 2004 přestěhovala do nové moderní vlastní budovy blízko stanice metra Pankrác. Později budova přešla na spřízněnou společnost OKBC, v roce 2010 firma nechala dostavět nové křídlo včetně konferenčního sálu s kapacitou 300 osob.
V roce 2016 společnost OKsystem majetkově vstoupila jako dvoutřetinový majoritní vlastník do společnosti VinoDoc zabývající se dovozem a prodejem převážně italského vína a olivového oleje. Produkty prodává prostřednictvím e-shopů VinoDoc a OKvíno.
Spoluzakladatel společnosti Martin Procházka se jako majoritní spoluvlastník (s podílem 90 %) v roli předsedy představenstva nadále podílí na strategickém řízení společnosti. Další spoluzakladatelé po více než dvaceti letech v rámci generační obměny postupně opustili výkonné vedoucí funkce i pozice spolumajitelů a nadále figurují pouze ve společnosti OKBC vlastnící budovu sídla společnosti na Pankráci. Na pozici výkonného ředitele (CEO) působí od roku 2016 Vítězslav Ciml, minoritní spolumajitel společnosti s podílem 10 %. V roce 2022 se společnost stala celorepublikovým lídrem v soutěži Ocenění českých lídrů.

## Produkty a služby
Informační systémy veřejné správy nazývané souhrnně OKaplikace vyvinul OKsystem pro Ministerstvo práce a sociálních věcí ČR (MPSV). Zahrnují systém pro podporu agendy nepojistných sociálních dávek (OKcentrum), dávek v hmotné nouzi a sociálních služeb (OKnouze / OKslužby) a agendy zaměstnanosti (OKpráce). Systémy používá MPSV a úřady práce, obecní a krajské úřady v režimu přenesené působnosti, poskytovatelé sociálních služeb a také široká veřejnost prostřednictvím klientské zóny MPSV („JENDA“).
OKbase je originální programové vybavení pro komplexní správu lidských zdrojů organizace a řízení jejich vnějších vztahů s partnery, zákazníky a institucemi.
OKškolení nabízí ročně více než 1000 kurzů pro profesionály v oblasti IT, vývojáře software, uživatele personálního systému OKbase, školení IT bezpečnosti i další školení šitá zákazníkům přímo na míru. V testovacím centru je možné složit certifikované zkoušky Pearson VUE.
BabelApp je aplikace pro bezpečnou komunikaci pro mobilní i počítačové zařízení umožňující “end-to-end“ šifrovanou výměnu zpráv, fotografií a příloh v bezpečném prostředí zabudovaného vlastního prohlížeče umožňujícího práci s obvyklými formáty souborů i šifrovanou telefonii včetně možnosti skupinového hovoru. Aplikace využívá technologii blockchain pro pokročilé ověření autenticity veřejných klíčů účastníků komunikace.
Checkbot je aplikace pro monitoring a analýzu práce průmyslových robotů. Přispívá ke zvyšování efektivity výrobního procesu a pomáhá předcházet neplánovaným odstávkám a finančním ztrátám.